# Valentina Sampaio
Valentina Sampaio (Aquiraz, 10 de diciembre de 1996) es una modelo y actriz brasileña. Se convirtió en la primera modelo abiertamente transgénero de Victoria's Secret en agosto de 2019, y se convirtió en la primera modelo abiertamente transgénero de la edición Swim Issue de Sports Illustrated en 2020.

## Primeros años
Valentina Sampaio nació en un pueblo de pescadores en Aquiraz, Ceará, en el noreste de Brasil. Su madre es maestra de escuela y su padre es pescador.
A los ocho años, su psicólogo la identificó como transgénero, pero no empezó a llamarse Valentina hasta los 12. Ha dicho en muchas entrevistas que no fue intimidada por su identificación de género. Un perfil de Sampaio en The New York Times de 2017 mencionó que sus padres "siempre la apoyaron y están muy orgullosos" de ella, y sus compañeros de clase también la aceptaron mucho porque dijo que "ya me veían como una niña pequeña".
Sampaio inicialmente estudió arquitectura en Fortaleza, pero abandonó los estudios a los 16 años para estudiar moda. Fue allí donde un maquillador la descubrió y la fichó por una agencia de modelos de São Paulo.

## Carrera de modelo
En 2014, una empresa de ropa despidió a Sampaio de su primer trabajo como modelo debido a su identificación transgénero. Aunque se suponía que aparecería en una de sus campañas publicitarias, la empresa (que no ha sido revelado su nombre) le dijo que la marca era conservadora y que sus clientes no serían receptivos a una modelo transgénero. A pesar de este obstáculo al comienzo de su carrera, dejó su estado natal de Ceará por primera vez para actuar en una película independiente en Río de Janeiro que luego debutó en la Semana de la Moda de São Paulo.
En noviembre de 2016, desfiló por primera vez en la Semana de la Moda de São Paulo. Poco después, L'Oréal hizo un cortometraje sobre Sampaio, que estrenaron para el Día Internacional de la Mujer, y luego la compañía la nombró una de las embajadoras de la marca. Es portavoz de L'Oréal Paris junto con varias otras mujeres brasileñas, entre ellas: Grazi Massafera, Taís Araújo, Juliana Paes, Isabeli Fontana, Emanuela de Paula, Agatha Moreira y Sophia Abrahão.
En febrero de 2017, Sampaio recibió la atención de los medios internacionales después de aparecer en la portada de Vogue Paris y convertirse en la primera modelo transgénero en aparecer en la portada de la revista. Más tarde ese año, también apareció en las portadas de Vogue Brasil y Vogue Alemania. También es la primera mujer abiertamente transgénero que aparece en las portadas de ambas revistas. Otras apariciones en portadas de revistas de Sampaio incluyen Vanity Fair Italia, Elle México y L'Officiel Turkiye. También ha trabajado con marcas como Dior, H&M, Marc Jacobs, Moschino, L'Oréal y Philipp Plein. Firmó con la agencia de modelos de Nueva York The Lions.
El 2 de agosto de 2019, Sampaio anunció su asociación con Victoria's Secret PINK en su cuenta de Instagram, convirtiéndola en la primera modelo abiertamente transgénero de Victoria's Secret. Su agente confirmó que Victoria's Secret PINK había contratado a Sampaio para una sesión de fotos de catálogo que se lanzaría en agosto de 2019.
En 2020, Sampaio se convirtió en la primera modelo transgénero en aparecer en Sports Illustrated. A finales de 2021, se convirtió en Embajadora de Belleza de Armani.
Es una defensora de la igualdad y la conciencia transgénero; ha luchado contra la discriminación de las personas transgénero en su país de origen.
Valentina Sampaio es de ascendencia africana, holandesa y nativa brasileña.